# Wilhelm Beuttel
Friedrich Wilhelm Beuttel (* 10. August 1900 in Durlach; † 27. Juli 1944 in Köln) war ein deutscher Widerstandskämpfer gegen den Nationalsozialismus und Mitglied der KPD-„Reichsleitung“ um Wilhelm Knöchel.

## Leben
Wilhelm Beuttel wuchs in der Familie eines Metallarbeiters im hessischen Friedberg auf. Seine Eltern waren der Weißgerber Friedrich Beuttel und dessen Frau Elisabetha geborene Mergelheimer. Er erlernte das Schneiderhandwerk. 1917 wurde er Mitglied der USPD, mit deren Mehrheitsfraktion schloss er sich 1920 der KPD an, für die er 1922 in Friedberg zum Stadtverordneten gewählt wurde. 1929 wurde Beuttel an die Internationale Lenin-Schule in Moskau zu einem zweijährigen Lehrgang delegiert. Ab 1931 war er als hauptamtlicher KPD-Funktionär tätig.
1932 wurde er KPD-Organisationsleiter von Frankfurt am Main und als Abgeordneter in den hessischen Landtag gewählt.
Im Sommer 1933 oder 1934 emigrierte Beuttel nach Paris und übernahm dort die Organisationsleitung der Roten Hilfe. 1936 wurde er zur KPD-Abschnittsleitung West nach Amsterdam entsandt.
1940 gelang es Beuttel während der Besetzung der Niederlande durch die Wehrmacht in den Untergrund zu gehen, während seine Lebensgefährtin Maria Rentmeister von der Gestapo verhaftet wurde.
Im Spätsommer 1942 kehrte er getarnt als holländischer Arbeiter nach Deutschland zurück und versuchte von Durlach aus, neue Verbindungen zu knüpfen, um den Versuch zu unterstützen, eine KPD-Inlandsleitung wieder aufzubauen. Er arbeitete dabei mit Wilhelm Knöchel zusammen.
Im Herbst 1942 und erneut ab Januar 1943 fand er auch bei seinem alten Freund aus Friedberg Karl Neuhof in Berlin ein Quartier. Dort wurde er am 10. Februar 1943 verhaftet. Am 25. Mai 1944 wurde er vom Volksgerichtshof zur Höchststrafe verurteilt. Das Todesurteil wurde acht Wochen später in Köln vollstreckt.